# انریکو سیلوستری
انریکو سیلوستری (ایتالیایی: Enrico Silvestri; ۱۲ مهٔ ۱۸۹۶ – ۱۹۷۷) اسکی‌باز اهل ایتالیا بود.